# Vikartovce
Vikartovce és un poble i municipi d'Eslovàquia. Es troba a la regió de Prešov, al nord del país.

## Història
La primera referència escrita de la vila data del 1283.

## Demografia
| Godina             | 1994 | 2004   | 2014   | 2024   |
| ------------------ | ---- | ------ | ------ | ------ |
| Nombre de persones | 1637 | 1785   | 1868   | 1825   |
| Diferència         |      | +9,04% | +4,64% | −2,30% |

| Godina             | 2023 | 2024   |
| ------------------ | ---- | ------ |
| Nombre de persones | 1848 | 1825   |
| Diferència         |      | −1,24% |